# Vasubandhu
Vasubandhu (en sánscrito: वसुबन्धु; en tibetano: དབྱིག་གཉེན་) fue un influyente monje budista y erudito de Gandhara. Como filósofo escribió comentarios sobre el Abhidharma, desde las perspectivas de las escuelas Sarvastivada y Sautrāntika. Tras su conversión al budismo Mahayana, junto con su medio hermano, Asanga, fue también uno de los principales fundadores de la escuela Yogachara. Debido a su asociación con la universidad de Nalanda, ambos se encuentran entre los llamados Diecisiete Maestros de Nalanda.
Su Abhidharmakośakārikā ("Comentario sobre el tesoro del Abhidharma") se utiliza ampliamente en el budismo tibetano y de Asia oriental como la fuente principal de la filosofía Abhidharma no mahayana. Sus obras filosóficas en verso establecen el estándar para la metafísica india Yogachara de "solo apariencia" (
vijñapti-mātra), que ha sido descrita como una forma de "idealismo epistemológico", fenomenología y cercana al idealismo trascendental de Immanuel Kant. Aparte de esto, escribió varios comentarios, obras de lógica, argumentación y poesía devocional.

## Biografía
Nacido en Puruṣapura en la región de Gandhara del antiguo subcontinente indio, Vasubandhu era medio hermano de Asanga, otro personaje clave en la fundación de la filosofía Yogachara. Su nombre de significa "el pariente de la abundancia".
Nacido brahmán fue, de acuerdo con la tradición budista mahayana, un monje y filósofo escolástico que fundó, junto a su hermano Asanga, la escuela filosófica Iogachara o Vigñana Vada. Es una de las figuras más relevantes de la historia de budismo. La tradición Jodo Shinshu lo considera el 2.º patriarca, mientras que en el tradición zen es el 21º.
Residió en la ciudad de Kausambhi (en la región de Gandhara), donde fue educado en la escuela budista sarvastivada, establecida en su ciudad. Fue contemporáneo del rey indio Chandragupta I (quien reinó entre el 319 y el 335, y fue padre del rey Samudragupta, quien reinó entre el 335 y el 375). Estos datos sitúan a Vasubandhu en torno al siglo IV de nuestra era.
Ambos hermanos son miembros de los "Seis Ornamentos" o seis grandes comentaristas de las enseñanzas de Buda. La biografía más antigua de Vasubandhu fue traducida al chino por Paramärtha (499-569).
Estudió inicialmente con la escuela budista Sarvastivada (también llamada Vaibhāṣika, la cual defendía el Mahavibhasa) que dominaba en Gandhara, y luego se mudó a Cachemira para estudiar con los líderes de la rama ortodoxa Sarvastivada. Después de regresar a casa, dio una conferencia sobre Abhidharma y compuso Abhidharmakośakārikā (Versos sobre el tesoro del Abhidharma), una destilación en verso de las enseñanzas de Sarvastivada Abhidharma, que fue un análisis de todos los factores de la experiencia en sus dharmas constituyentes (eventos fenomenales). Sin embargo, también había comenzado a cuestionar la ortodoxia Sarvastivada durante algún tiempo y había estudiado con el maestro Sautantrika, Manoratha. Debido a esto, luego pasó a publicar un autocomentario de sus propios versos, criticando el sistema Sarvastivada desde un punto de vista Sautrantika (también llamado Dārṣtāntika).
Posteriormente ―bajo la influencia de su hermano Asanga― se convirtió al budismo mahayana, y compuso varios tratados sobre la doctrina Iogachara. El texto más influyente de todos ellos fue el Trimsika-vigñapti-matratá (‘Treinta estrofas sobre la conciencia como única realidad’), pero también escribió otras obras como: 
- Pañcaskandhaprakaraṇa (Explicación de los Cinco Agregados)
- Karmasiddhiprakarana ("Un tratado sobre el karma ")
- Vyākhyāyukti ("Modo adecuado de exposición")
- Vādavidhi ("Reglas para el debate")
- Catuhśataka-śāstra
- Mahāyāna śatadharmā-prakāśamukha śāstra
- Amitayus sutropadeśa ("Instrucción sobre el Amitabha Sutra ")
- Discurso sobre la Tierra Pura[12]
- Vijnaptimatrata Sastra ("Tratado sobre la conciencia solamente")
- Mahāyānasaṃgrahabhāṣya (Comentario al Resumen del Gran Vehículo de Asanga )
- Dharmadharmatāvibhāgavṛtti (Comentario sobre cómo distinguir los elementos de la realidad)
- Madhyāntavibhāgabhāṣya (Comentario sobre cómo distinguir el medio de los extremos)
- Mahāyānasūtrālaṃkārabhāṣya (Comentario sobre el Ornamento de los Discursos del Gran Vehículo)
- Dasabhūmikabhāsya (Comentario sobre el Sutra de las diez etapas)
- Comentario sobre el Aksayamatinirdesa-sutra
- Comentario sobre el Sutra del diamante
- Comentario sobre el Sutra del loto[13][14]
- El Viśatikā-kārikā-vrtti (‘veinte estrofas’).
- El Trshua-bhava-kárika (‘tres naturalezas’).
- Un comentario al Majaiana-samgraja
- El Dasha-bhumika-bhashia (‘comentario de los diez países’).
- El Chatuj-shátaka-shastra (‘cuatrocientas escrituras’).
- Majaiana-shata-dharma-prakasha-mukha-shastra
- Amitaiush-sutra-upadesha

Según los relatos tradicionales, Vasubandhu murió mientras visitaba Nepal a la edad de 100 años.

## Filosofía

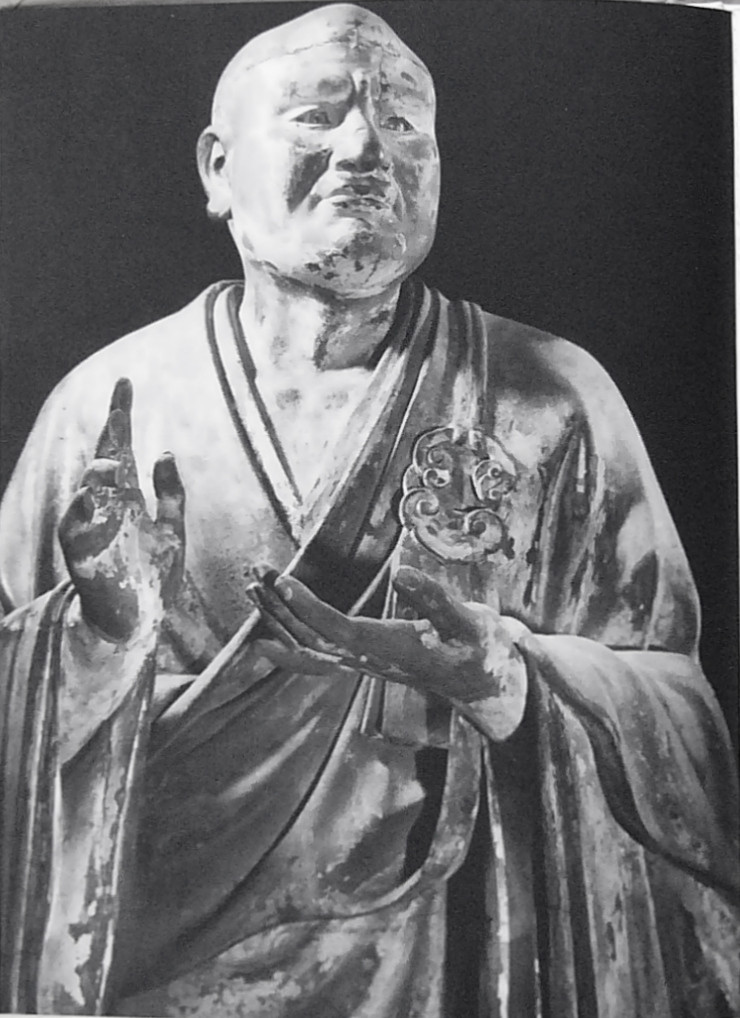
Vasubandhu: Madera, 186 cm de altura, hacia 1208, Templo Kofukuji, Nara, Japón.

### Abhidharma
La obra de Vasubandhu Versos sobre el Tesoro del Abhidharma contiene una descripción de los 75 dharmas (acontecimientos fenoménicos), y a continuación esboza toda la doctrina Sarvastivada, incluyendo "las prácticas de meditación, la cosmología, las teorías de la percepción, las teorías causales, las causas y la eliminación de los problemas morales, la teoría del renacimiento y las cualidades de un Buda. " El Tesoro y su comentario también exponen todo tipo de argumentos relacionados con el Sarvastivada Abhidharma y critican esos argumentos desde una perspectiva Sautantrika en el comentario. Los argumentos principales incluyen una extensa crítica del Ser (Atman y Pudgala) y una crítica de la teoría Sarvastivada de "la existencia del dharmas de los tres periodos de tiempo [pasado, presente y futuro]". En el Tesoro, Vasubadhu también argumentó en contra de un Dios Creador (Ishvara) y en contra de la teoría Sarvastivada de avijñaptirūpa ("fisicalidad no percibida" o "fisicalidad invisible").

### Crítica del yo
La crítica del yo de Vasubandhu es una defensa de la doctrina budista Anatman, y también una crítica de la Budista Personalista y de la visión hindú del alma. Pretende mostrar la irrealidad del yo o persona por encima de los cinco skandhas (cúmulos, agregados que conforman un individuo). Vasubandhu comienza esbozando el motivo soteriológico de su argumento, escribiendo que cualquier punto de vista que considere que el yo tiene una realidad independiente (por ejemplo, el punto de vista hindú) no conduce al Nirvana.
Vasubandhu entonces evalúa la idea del Ser desde bases epistémicas (Pramana). Vasubandhu afirma que lo real sólo puede conocerse a partir de la percepción (Pratyakṣa) o de la inferencia (Anumāṇa). La percepción permite observar directamente los objetos de las seis esferas sensoriales. La inferencia permite inferir la existencia de órganos de los sentidos. Sin embargo, no hay tal inferencia para un Ser real sólido aparte de la corriente de percepciones sensoriales constantemente cambiantes y la actividad mental de las esferas sensoriales.
Vasubandhu también argumenta que debido a que el Ser no es causalmente eficiente, es mera convención (prajñapti) y una "construcción conceptual" (parikalpita). Este argumento se dirige principalmente contra la escuela budista Pudgalavada, que sostenía la idea de una "persona" dependiente de los cinco agregados, pero también distinta, para explicar la continuidad de la personalidad. Vasubandhu ve esto como ilógico: para él, el Ser está compuesto de órganos sensoriales, impresiones sensoriales, ideas y procesos mentales que cambian constantemente. Cualquier unidad imaginada del Yo es una proyección falsa.
Vasubandhu también utiliza este análisis de la corriente de conciencia para atacar los puntos de vista hindúes no budistas del Atman. Vasubandhu muestra que la visión hindú del Ser como 'controlador' es refutada por un análisis del flujo y desorden de los eventos mentales y la incapacidad del supuesto Ser de controlar nuestras mentes y pensamientos de cualquier manera que quisiéramos. Si el Sí mismo es realmente un agente eterno no causado, no debería verse afectado por meras causas físicas y mentales, y también parece difícil explicar cómo una fuerza que existe independientemente fuera de la mente podría interactuar causalmente con ella. Vasubandhu también responde a varias objeciones comunes a la visión budista del no-yo, tales como cómo funciona el karma sin un Sí mismo y qué es exactamente lo que experimenta el renacimiento. Vasubandhu señala el continuo causal de agregados/procesos que sufre varios cambios que conducen a futuros acontecimientos kármicos y al renacimiento.

### Momentos
Durante la época de Vasubandhu, la filosofía del espacio y el tiempo era un tema importante en la filosofía budista. La Sarvāstivādin tradición que Vasubandhu estudió sostuvo la opinión de la existencia de dharmas (eventos fenoménicos) en los tres tiempos (pasado, presente, futuro). Se decía que ésta era su posición teórica definitoria, de ahí que su nombre Sarvāstivāda signifique en sánscrito "teoría de todo existe". En contraste con este punto de vista eternalista, los Sautrāntika, una rama rival, sostenían la doctrina de la "momentaneidad extrema", una forma de presentismo (sólo existe el momento presente).
En el Abhidharmakośakārikā, Vasubandhu expone la teoría Sarvāstivādin, y luego en su comentario (bhasya) critica esta teoría y defiende la "momentaneidad" de la Sautrāntika. También escribió más tarde el Karma-siddhi-prakaraṇa ("Exposición que establece el Karma") que también expuso el punto de vista de la momentaneidad (kṣanikavāda). El punto de vista de Vasubandhu aquí es que cada dharma viene a la existencia sólo por un momento en el que descarga su eficacia causal y luego se autodestruye, la corriente de la experiencia es entonces una serie causal de dharmas momentáneos. La cuestión de la continuidad y la transferencia del karma se explica en este último texto mediante una exposición de la "conciencia almacén" (ālayavijñāna), que almacena semillas kármicas (bīja) y sobrevive al renacimiento.

### Teorías del yogacara
Según Dan Lusthaus, las ideas principales de Vasubandhu son:
- "Cualquier cosa de la que seamos conscientes, pensemos, experimentemos o conceptualicemos, no nos ocurre en ningún otro lugar que dentro de la conciencia."
- "Los objetos externos no existen".
- "El karma es colectivo y la conciencia es intersubjetiva".
- "Todos los factores de la experiencia (dharmas) pueden ser catalogados y analizados."
- "El budismo es un método para purificar la corriente de conciencia de 'contaminaciones' y 'ensuciamientos'."
- "Cada individuo tiene ocho tipos de conciencia, pero la Iluminación (o Despertar) requiere anular su base, de tal manera que la conciencia (vijñaana) se 'convierta' en cognición no mediada (jñaana)."

### Sólo apariencia
Las principales obras Yogacara de Vasubandhu (Viṃśatikā y Triṃśikā) plantean la teoría del "vijñaptimātra", que ha sido traducida de diversas maneras como 'sólo representación', 'sólo consciencia' y 'sólo apariencia'. Mientras que algunos estudiosos como Lusthaus ven Vasubandhu como exponer una fenomenología de la experiencia, otros (Sean Butler) lo ven como exponer alguna forma de Idealismo similar a Kant o George Berkeley.
El Veinte versos comienza afirmando:
En la filosofía Mahayana...[la realidad es] vista como siendo sólo conciencia...Mente (citta), pensamiento (manas), conciencia (chit) y percepción (pratyaksa) son sinónimos. La palabra "mente" (citta) incluye estados mentales y actividades mentales en su significado. La palabra "sólo" pretende negar la existencia de cualquier objeto externo de conciencia. Reconocemos, por supuesto, que "las representaciones mentales parecen estar correlacionadas con objetos externos (no mentales); pero esto puede no ser diferente de las situaciones en las que las personas con trastornos de la visión 'ven' pelos, lunas y otras cosas que 'no están ahí'"
.
Uno de los principales argumentos de Vasubandhu en los Veinte versos es el argumento del sueño, que utiliza para demostrar que es posible que las representaciones mentales parezcan estar restringidas por el espacio y el tiempo. Utiliza el ejemplo de la alucinaciones colectivas (en el infierno budista) para defenderse de quienes dudan de que las apariencias mentales puedan ser compartidas. Para rebatir el argumento de que los meros sucesos mentales no tienen eficacia causal, utiliza el ejemplo de un sueño húmedo. Vasubandhu pasa entonces a una crítica mereológica de las teorías físicas, como el atomismo budista y el monismo hindú, mostrando que su punto de vista de sólo apariencia es mucho más parsimonioso y racional.
El Treinta versos también esboza la teoría Yogacara de las Ocho Conciencias y cómo cada una de ellas puede ser superada por las etapas de la iluminación, convirtiendo la conciencia (vijnana) en cognición no mediada (jnana) mediante la limpieza de la corriente de la conciencia de 'contaminaciones' y 'impurezas'.' El Tratado sobre la naturaleza de Buda ejerció una gran influencia en el budismo de Asia oriental al proponer el concepto de tathagatagarbha (naturaleza de Buda).

### Tres naturalezas y no dualidad
Los Treinta versos y la "Exposición de las Tres Naturalezas" (Trisvabhavanirdesha) no defienden, como los Veinte versos, sólo la apariencia, sino que la asumen y la utilizan para explicar la naturaleza de la experiencia, que es de "tres naturalezas" o "tres modos". Estas son la naturaleza fabricada (parikalpitasvabhāva), la dependiente (paratantrasvabhāva) y la absoluta (pariniṣpannasvabhāva). La naturaleza fabricada es el mundo de la experiencia cotidiana y las apariencias mentales. La naturaleza dependiente es el proceso causal del surgimiento de la naturaleza fabricada, mientras que la naturaleza absoluta son las cosas tal como son en sí mismas, sin distinción sujeto-objeto.
Según Vasubandhu, lo absoluto, la realidad misma (dharmatā) es no dual, y la dicotomía de la percepción en perceptor y percibido es en realidad una fabricación conceptual. Para Vasubandhu, decir que algo es no-dual es que es tanto conceptualmente no-dual como perceptualmente no-dual. Decir que "yo" existo es dividir conceptualmente el flujo causal del mundo en uno mismo y otro, una construcción falsa. Del mismo modo, decir que un objeto observado está separado del observador es también imputar una falsa concepción al mundo tal y como es en realidad: sólo percepción. Vasubandhu utiliza la analogía de un mago que utiliza un hechizo mágico (naturaleza dependiente, construcción conceptual) para hacer que un trozo de madera (lo absoluto, la no dualidad) parezca un elefante (naturaleza fabricada, dualidad). El problema básico para los seres vivos que sufren es que son engañados por la ilusión en el pensamiento de que es real, que el yo y la dualidad existe, la verdadera sabiduría es ver a través de esta ilusión.

### Lógica
Vasubandhu contribuyó a la lógica budista y se considera que fue el origen de la lógica formal en la tradición lógico-epistemológica india. Se interesó especialmente por la lógica formal para fortificar sus contribuciones a las tradiciones de dialécticaal contestabilidad y debate. Anacker (2005: p. 31) sostiene que:
Un método de argumentación (Vāda-vidhi) es la única obra sobre lógica de Vasabandhu que se ha conservado. Es el más antiguo de los tratados que se sabe que escribió sobre el tema. Esto es tanto más interesante cuanto que Vāda-vidhi marca el comienzo de la lógica formal india. El título, "Método para la argumentación", indica que la preocupación de Vasabandhu por la lógica estaba motivada principalmente por el deseo de moldear argumentos formalmente impecables, y es, por tanto, el resultado de su interés por el debate filosófico.
Este texto también allanó el camino para los desarrollos posteriores de Dignaga y Dharmakirti en el campo de la lógica.

## Vasubandhu: la posible fusión de dos o tres personajes distintos
Erich Frauwallner, budólogo alemán de mediados del siglo XX, distinguió dos Vasubandhus: uno el iogacharin y el otro el sautántrika.
Sin embargo, el Abhidarma-dipa, un texto que critica el Abhidharma-kosha y que identifica a Vasubandhu como el único autor de ambos grupos de textos.

Dada la evolución y el progreso de su pensamiento [de Vasubandhu] [...] y la clara similitud del vocabulario y del estilo argumentativo a lo largo de todos sus trabajos, la teoría de los dos Vasubandhus ha perdido credibilidad.
Dan Lusthaus

Los expertos no han llegado a un consenso sobre esta cuestión.